# Olivia’s Greatest Hits Vol. 2
Olivia’s Greatest Hits Vol. 2 — сборник лучших хитов австралийской певицы Оливии Ньютон-Джон, выпущенный 3 сентября 1982 года на лейбле MCA Records.

## Об альбоме
Альбом является продолжением сборника Olivia Newton-John’s Greatest Hits 1977 года, и куда вошли песни, записанные в период с 1978 по 1982 год. Пять из десяти песен альбома взяты из двух саундтреков, «Бриолин» (1978) «Ксанаду» (1980). Также альбом включал две новые записи: «Heart Attack» и «Tied Up». Обе песни были выпущены как синглы и достигли пика на № 3 и № 38 в поп-чарте США соответственно.
В Австралии и Новой Зеландии альбом был издан под названием Olivia’s Greatest Hits Vol. 3, а в Великобритании — под названием Olivia’s Greatest Hits; во всех изданиях был изменён трек-лист, добавлено больше песен из ранних альбомов.
Альбом является одним из самых продаваемых в дискографии Ньютон-Джон, он был сертифицирован как мультиплатиновый как в Соединённых Штатах, так и в Канаде.

## Список композиций
| №   | Название                              | Автор(ы)                 | Длительность |
| --- | ------------------------------------- | ------------------------ | ------------ |
| 1.  | «Heart Attack»                        | Пол Блисс, Стив Кипнер   | 3:07         |
| 2.  | «Magic»                               | Джон Фаррар              | 4:28         |
| 3.  | «Physical»                            | Стив Кипнер, Шэддик      | 3:43         |
| 4.  | «Hopelessly Devoted to You»           | Джон Фаррар              | 3:05         |
| 5.  | «Make a Move on Me»                   | Джон Фаррар, Том Сноу    | 3:17         |
| 6.  | «A Little More Love»                  | Джон Фаррар              | 3:27         |
| 7.  | «You’re the One That I Want»          | Джон Фаррар              | 2:47         |
| 8.  | «Tied Up»                             | Джон Фаррар, Ли Райтнаур | 4:27         |
| 9.  | «Suddenly»                            | Джон Фаррар              | 4:03         |
| 10. | «Xanadu» (с Electric Light Orchestra) | Джефф Линн               | 3:30         |

## Чарты
| Чарт (1982—1983)                 | Высшая позиция |
| -------------------------------- | -------------- |
| Австралия (Kent Music Report)    | 1              |
| Великобритания (UK Albums Chart) | 8              |
| Канада (RPM Top Albums/CDs)      | 6              |
| Новая Зеландия (RMNZ)            | 3              |
| США (Billboard 200)              | 16             |
| Япония (Oricon)                  | 12             |

| Чарт (1982)                        | Позиция |
| ---------------------------------- | ------- |
| Канада (RPM Top Albums/CDs)        | 41      |
| Новая Зеландия (Recorded Music NZ) | 43      |
| Чарт (1983)                        | Позиция |
| Австралия (Kent Music Report)      | 13      |
| Канада (RPM Top Albums/CDs)        | 66      |
| США (Billboard 200)                | 10      |

## Сертификации и продажи
| Регион                                                      | Сертификация  | Продажи    |
| ----------------------------------------------------------- | ------------- | ---------- |
| Великобритания (BPI)                                        | Платиновый    | 300 000^   |
| Канада (Music Canada)                                       | 5× Платиновый | 500 000^   |
| Новая Зеландия (RMNZ)                                       | Платиновый    | 15 000^    |
| США (RIAA)                                                  | 2× Платиновый | 2 000 000^ |
| Япония                                                      | —             | 154 110    |
| ^ Данные о тиражах приведены только на основе сертификации. |               |            |